# Fanfan Li
Fanfan Li est une artiste, peintre contemporaine et designer, née en Chine, vivant en France.

## Biographie
Fanfan Li (chinois simplifié: 李芳芳; pinyin: Lǐ fāng fāng) est issue d’une famille d’artistes et de lettrés; ses parents étaient écrivains, poètes et journalistes.
Elle se passionne très jeune pour la peinture et étudie la peinture traditionnelle et occidentale auprès de grands Maîtres: Yu Jigao à Nanjing, Shen Roujian à Shanghai.
En 1979, elle est diplômée en Architecture par le Design and Research Institute of China Metallurgical Construction.
En 1986, elle s'installe à New York et étudie le design en joaillerie au Fashion Institute of Technology.
Elle remporte le Prix Van Cleef & Arpels du Meilleur Jeune Créateur en 1989, décerné par le Comité Colbert.
Fanfan Li entame alors une carrière de designer qui la conduira à créer pour les plus prestigieuses Maisons de Haute Joaillerie (Van Cleef & Arpels, Bulgari, Cartier).
Elle co-publie trois livres,, sur le design en joaillerie, éditions Schiffer, devenus des manuels de référence.
Au cours de cette période, Fanfan Li ne cesse de peindre et réalise des œuvres traditionnelles chinoises Gong Bi.
Depuis son installation en France en 2002, Fanfan Li participe à de nombreuses manifestations d’Art, expositions personnelles et collectives.
L’artiste se passionne aussi pour d’autres réalisations artistiques:
Elle peint la collection de sacs à main Boogie Bonheur et Atelier du Maître pour CELINE, présentée lors de la commémoration de l’année Chine-France 2003.
Elle réalise un tableau pour le Salon du Livre 2004, dont elle dédicacera la lithographie n°1 au Président Jacques Chirac.
En 2007, elle écrit La Voie du Rêve, éditions You Feng, livre autobiographique trilingue largement illustré.
Fanfan Li réalise une série de tableaux destinés à la publication du livre de collection bibliophile La Pérégrination vers l’Ouest, éditions d’Art Les Heures Claires, qui remportera le Prix de la Nuit du Livre ® 2015.
L’artiste évolue alors vers une seconde période avec une peinture occidentales plus libre et contemporaine.
Ses œuvres sont exposées dans des lieux prestigieux de nombreuses villes de France et des galeries à l’étranger: New York, Tokyo... Elles sont présentes chez les collectionneurs et les institutions privées et publiques: le Château de Villandry, le Cercle de l'Union Interalliée où ses tableaux côtoient des toiles de Zao Wou-Ki…

## Style
Le style personnel de Fanfan Li reflètent son attachement aux différents mouvements qu'elle a pu étudier en Chine, aux Etats-Unis et en France: Symbolisme, Néoplasticisme, Bauhaus.
Ses œuvres traitent de la nature et du temps, de la destinée.

## Expositions personnelles
- 2004    Château de Villandry - France «Bonheur de Chine»
- 2004    Galerie Elizabeth Wang et Espace CELINE - New-York
- 2004    Galerie YOSHII et Espace CELINE - Tokyo
- 2007    Galerie YOSHII - Paris
- 2010    Galerie SINITUDE - Paris «Jade d’Eau»
- 2011    Musée des arts asiatiques, Toulon «La Voie du Rêve»
- 2013    Cercle de l’Union Interalliée - Paris
- 2014    Musée des Lettres et Manuscrits - Paris  «La Pérégrination vers l’Ouest»
- 2016    Espace Richelieu - France «L’Art en trait d’Union des Cultures»
- 2023    Galerie YOSHII - Tokyo, «Fanfan Li: Into Destiny»

## Expositions collectives
- 2003    Galerie JOYCE - Paris
- 2008    Centre culturel de Chine à Paris «Les fleurs et la pluie de Dunhuang»
- 2008    ARCO Éditions d'Art Les Heures Claires - Madrid - Espagne
- 2014    Grand Palais - Paris «Art en Capital – Dessin et Peinture à l’eau»
- 2014    Grand Palais - Paris «Salon International du Livre Ancien»
- 2015    Grand Palais - Paris «Salon International du Livre rare & de l'Autographe»

## Publications
- 1994    THE ART OF JEWELRY DESIGN (co-auteur), Editions Schiffer USA
- 1994    DESIGNING JEWELRY (co-auteur), Editions Schiffer USA
- 1997    CREATIVE VARIATION ON JEWELRY DESIGN (co-auteur), Editions Schiffer USA
- 2007    LA VOIX DU REVE - L’Art en trait d’union des Cultures - Éditions You Feng - Paris
- 2014    LA PEREGRINATION VERS L’OUEST - bibliophilie - Éditions d’Art Les Heures Claires - Paris

## Sélection de collections
- Château de Villandry, pays de Loire, France
- Cercle de l'Union Interalliée, Paris, France

## Principales distinctions
- 1988    1er Prix du National Accessories Design Competition USA, catégorie Bijoux
- 1989    1er Prix VAN CLEEF & ARPELS du meilleur Jeune Créateur, COMITE COLBERT N.Y.
- 2015    Prix de la nuit du livre 2015 «La Pérégrination vers l’Ouest» - Éditions d’Art Les Heures Claires